# 阿什莉·穆迪
阿什莉·布鲁克·穆迪（英語：Ashley Brooke Moody，1975年3月28日—）生于美国佛罗里达州普兰特城，是美国政治人物及律师，現任佛罗里达州联邦参议员，2019年至2025年担任佛罗里达州第38任总检察长。穆迪此前曾担任助理联邦检察官和希尔斯伯勒县巡回法院法官。2025年1月，州长罗恩·德桑蒂斯任命穆迪为佛罗里达州联邦参议员，接替被提名为美国国务卿的参议员马尔科·鲁比奥。

## 早年生活及教育
穆迪于1975年3月28日出生于佛罗里达州普兰特城 ，是卡罗尔和法官小詹姆斯·S·穆迪三个孩子中的老大。她于1993年毕业于普兰特城高中，随后在佛罗里达大学获得了会计学学士和硕士学位。在佛罗里达大学就读期间，她曾担任佛罗里达蓝钥匙协会会长。穆迪之后在斯泰森大学法学院获得国际法硕士学位，并于佛罗里达大学法学院获得法律博士学位。

## 早期职业生涯
穆迪曾在美国律师协会主席玛莎·巴尼特手下实习，后来加入Holland & Knight律师事务所从事民事诉讼工作。1998年1月，穆迪将自己的政党从民主党改为共和党。杰布·布什在当选佛罗里达州州长后任命她为佛罗里达州校董会的学生代表，该机构负责管理该州的州立大学系统，现已不复存在。穆迪曾获任佛罗里达州中区联邦检察官助理。2006年，穆迪当选希尔斯伯勒县佛罗里达州第十三巡回法院法官。

## 佛罗里达州总检察长

### 选举
穆迪于2017年4月28日辞去法官职务，转而参加2018年佛罗里达州总检察长竞选。在共和党初选中，穆迪击败了州众议员弗兰克·怀特，此人攻击穆迪之前曾注册为民主党人。穆迪在决选中以52%的得票率击败了民主党候选人、州众议员肖恩·肖，其中肖的得票率为46%。
穆迪在2022年佛罗里达州总检察长选举中以21个百分点的优势击败民主党候选人阿拉米斯·阿亚拉，成功实现连任。

### 任内

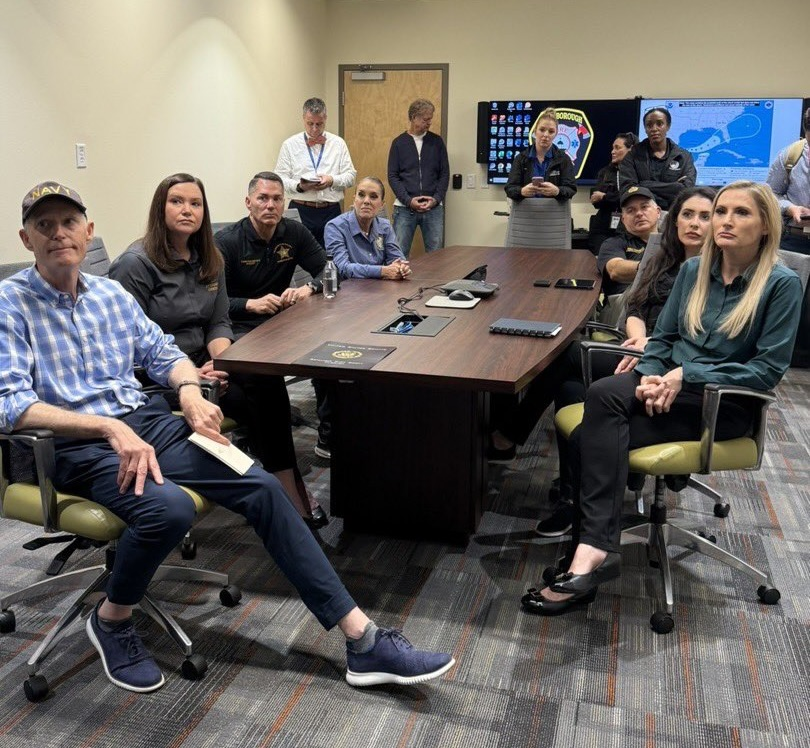
联邦参议员里克·斯科特、总检察长阿什莉·穆迪、希尔斯伯勒县治安官查德·克罗尼斯特、首席财务官吉米·帕特罗尼斯、国会议员安娜·保利娜·卢纳和国会议员劳雷尔·李在佛罗里达州希尔斯伯勒县紧急行动中心应对飓风米尔顿

#### 卫生保健
穆迪让佛罗里达州陷入一桩诉讼案，该诉讼案意图将《平价医疗法案》判定违宪。

#### 大麻
穆迪主张取消2022年佛罗里达州娱乐大麻合法化修正案公投，她认为拟议的修正案具有误导性，因为摘要（不能超过75个字）并未明确说明大麻在联邦法律下仍不合法。佛罗里达州最高法院于2021年4月以5比2的投票结果同意了穆迪的主张，从而否决了该修正案。此时这一修正案已收到实施公投所需891,589个有效签名中的556,049个。两个月后的2021年6月，法院批准了穆迪的请求，取消了2022年第二项娱乐性大麻合法化的修正案公投资格，法院以5比2的投票再度裁决称该公投 “具有误导性”。
穆迪于2023年6月再度主张取消2024年佛罗里达州娱乐大麻合法化公投，并提交了一份长达49页的法律简报。简报中再次声称公投摘要未能阐明大麻在联邦法律下仍然不合法，同时还简述了一些其他的论点。该倡议已收集了891,523个有效签名，其中需要967,528个签名才能使其付诸公投。佛罗里达州最高法院于2024年4月以5比2的投票结果裁定穆迪败诉，该项公投将正常举行。

#### 投票权
穆迪反对恢复前重罪犯的投票权。在2018年通过 “恢复重罪犯投票权倡议 ”之后，穆迪与州长罗恩·德桑蒂斯联手协助佛罗里达州参议院通过了一项法案，该法案规定重罪犯只有在支付了所有法庭费用之后才会恢复其中符合条件者的投票权。2020年9月，亿万富翁迈克尔·布隆伯格筹款1600万美元，用于支付32000名重罪犯的法庭费用，使其有资格在2020年的选举中投票，此后穆迪要求联邦调查局和佛罗里达州执法部门对布隆伯格进行调查，称其可能违反了选举法。

#### 2020年总统选举
在2020年总统大选期间，《政客》称穆迪为唐纳德·特朗普在佛罗里达州的 “最大代言人之一”。在乔·拜登胜选但特朗普拒绝认输后，穆迪在协助特朗普推翻选举结果的尝试中发挥了主导作用。
2020年12月9日，穆迪与其他15名州检察长宣布支持得克萨斯州总检察长肯·帕克斯顿提起的诉讼，要求美国最高法院裁定佐治亚州、密歇根州、宾夕法尼亚州和威斯康星州的总统选举结果无效，这些州均被拜登赢下。由于没有证据表明选举存在大规模舞弊，法庭以7比2投票结果决定不审理德克萨斯州提出的诉讼。
穆迪曾担任法治防御基金董事会成员。2021年1月，该组织鼓励在国会大厦举行的集会，呼吁停止选举人团的计票，这是因为他们认为选举人票存在欺诈行为。在亲特朗普的集会者冲进国会大厦后，穆迪从她的线上个人简介中删除了所有提及法治防御基金的内容。

#### 新冠疫情
在2021年新冠疫情期间，穆迪起诉联邦政府和疾病控制与预防中心制定的游轮必须95%的乘客完全接种疫苗才能航行的规定。

#### 堕胎权利倡议
穆迪于2024年1月向佛罗里达州最高法院提出请愿，要求取消2024年该州一项扩大堕胎权的公投议案，称其措辞可能会误导选民。该议案最终仍付诸投票，但未能获得修改佛罗里达州宪法所需的60%门槛。

## 获任联邦参议员
2025年1月16日，州长罗恩·德桑蒂斯任命穆迪填补马可·卢比奥空出的联邦参议院席位，此时卢比奥正等待参议院对其担任第二次特朗普內閣国务卿的认证。她是继葆拉·霍金斯之后该州第二位女性联邦参议员。
2025年1月21日，她与俄亥俄州前副州长乔恩·赫斯特德一同在副总统J·D·万斯的主持下宣誓就职，佛罗里达州联邦参议员里克·斯科特陪同她就职。

## 个人生活
穆迪的丈夫是联邦执法人员贾斯廷·杜拉利亚，这对夫妇有两子。

## 选举记录
| 政党   | 政党   | 候选人      | 票数    | %      | ±   |
| ------ | ------ | ----------- | ------- | ------ | --- |
|        | 共和党 | 阿什莉·穆迪 | 41,522  | 39.08% | N/A |
|        | 民主党 | 加里·多尔金 | 33,675  | 31.70% | N/A |
|        | 無黨籍 | 帕特·考特尼 | 31,042  | 29.22% | N/A |
| 多数票 | 多数票 | 多数票      | 7,847   | 7.38%  | N/A |
| 投票率 | 投票率 | 投票率      | 106,239 |        |     |

| 政党   | 政党   | 候选人      | 票数    | %      | ±   |
| ------ | ------ | ----------- | ------- | ------ | --- |
|        | 共和党 | 阿什莉·穆迪 | 142,610 | 60.31% | N/A |
|        | 民主党 | 加里·多尔金 | 93,854  | 39.69% | N/A |
| 多数票 | 多数票 | 多数票      | 48,756  | 20.62% | N/A |
| 投票率 | 投票率 | 投票率      | 236,464 |        |     |

| 政党   | 政党   | 候选人      | 票数      | %      | ±   |
| ------ | ------ | ----------- | --------- | ------ | --- |
|        | 共和党 | 阿什莉·穆迪 | 882,028   | 56.80% | N/A |
|        | 共和黨 | 弗兰克·怀特 | 670,823   | 43.20% | N/A |
| 多数票 | 多数票 | 多数票      | 211,205   | 13.60% | N/A |
| 投票率 | 投票率 | 投票率      | 1,552,851 |        |     |

| 政党   | 政党               | 候选人               | 票数      | %      | ±      |
| ------ | ------------------ | -------------------- | --------- | ------ | ------ |
|        | 共和党             | 阿什莉·穆迪          | 4,232,532 | 52.11% | -2.96% |
|        | 民主党             | 肖恩·肖              | 3,744,912 | 46.10% | +4.09% |
|        | 無黨籍             | 杰弗里·马克·西斯金德 | 145,296   | 1.79%  | N/A    |
| 多数票 | 多数票             | 多数票               | 487,620   | 6.01%  | -7.07% |
| 投票率 | 投票率             | 投票率               | 8,122,740 |        |        |
|        | 共和党维持原有席位 |                      |           |        |        |

| 政党   | 政党               | 候选人              | 票数      | %      | ±      |
| ------ | ------------------ | ------------------- | --------- | ------ | ------ |
|        | 共和党             | 阿什莉·穆迪（现任） | 4,651,279 | 60.59% | +8.48% |
|        | 民主党             | 阿拉米斯·阿亚拉     | 3,025,943 | 39.41% | -6.69% |
| 总票数 | 总票数             | 总票数              | 7,677,222 | 100.0% |        |
|        | 共和党维持原有席位 |                     |           |        |        |